# Kulewczi
Kulewczi (ros. Кулевчи) – wieś (sieło) w Rosji, w obwodzie czelabińskim, w rejonie warnieńskim. W 2010 liczyła 1127 mieszkańców.